# آنتونین اسلاویچک

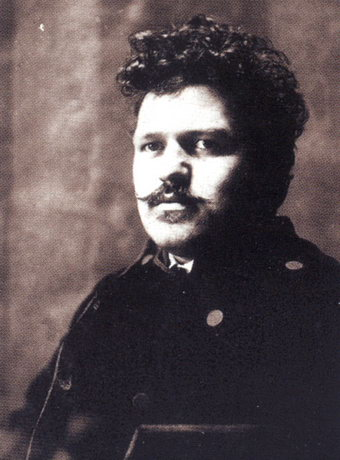
آنتونین اسلاویچک

آنتونین اسلاویچک (انگلیسی: Antonín Slavíček) نقاش امپرسیونیست اهل جمهوری چک است.

## نگارخانه

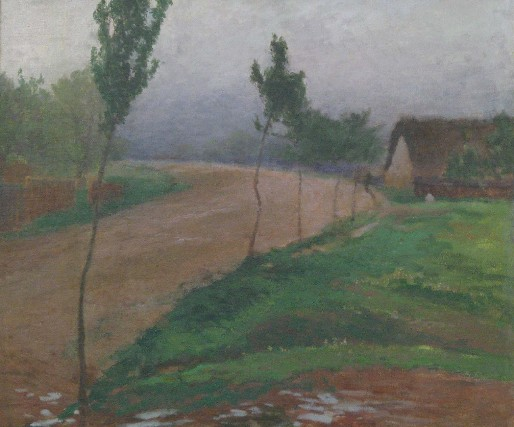
جاده در باران
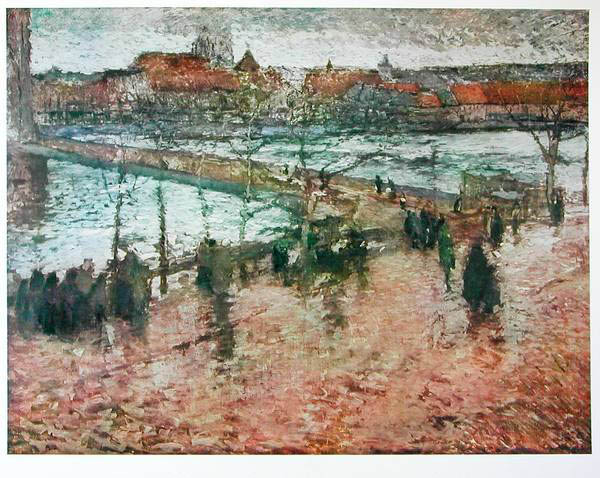
پل الیشچین
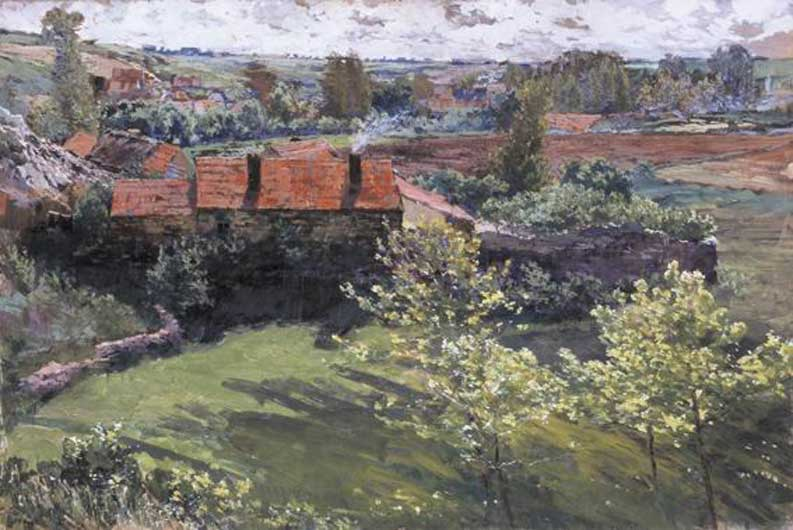
یک روز در ماه ژوئن
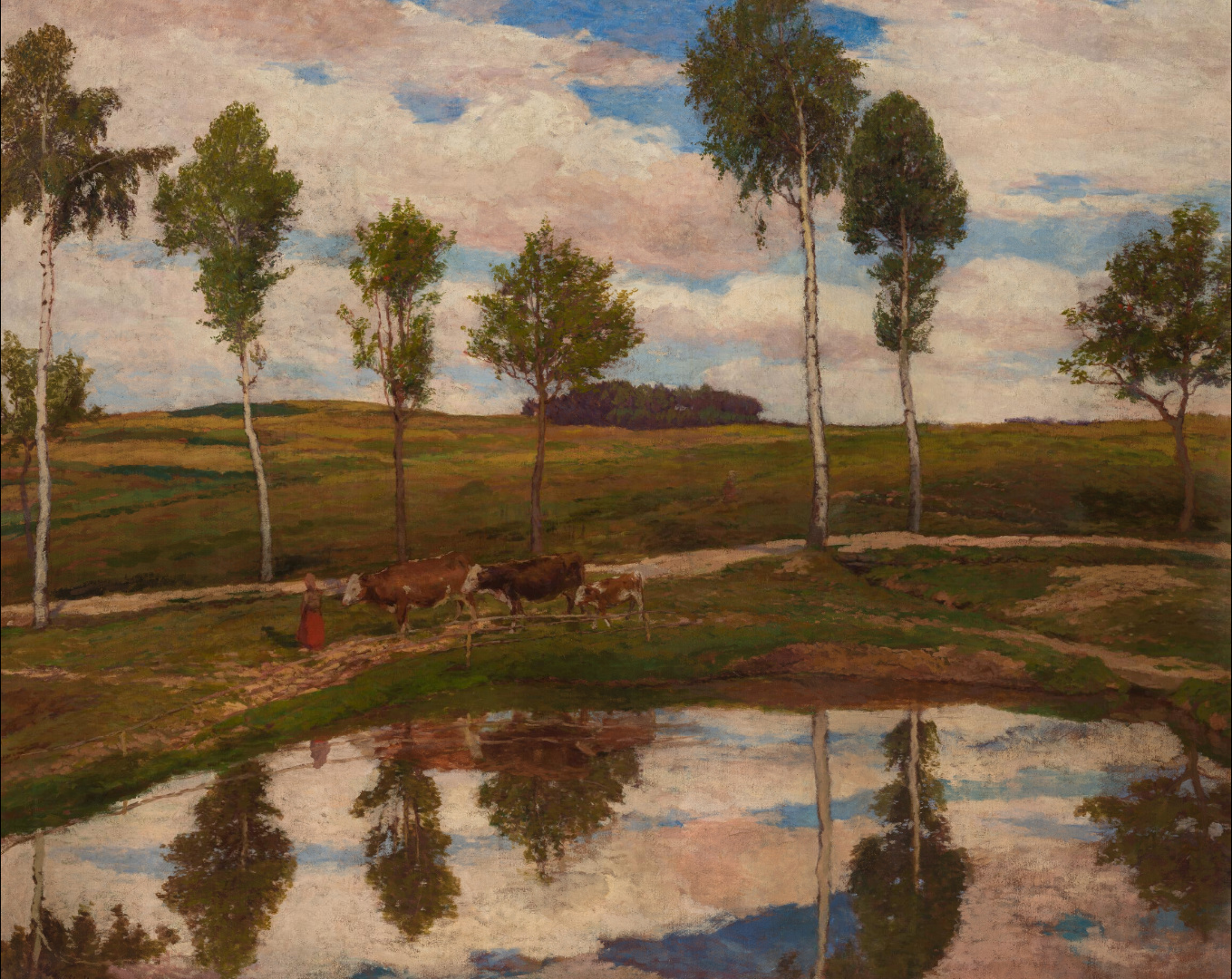